# Махдер Ассефа
Махдер Ассефа (на амхарски: ማህደር አሰፋ) е етиопска актриса.

## Частична филмография
- Шеф (2012)
- Триъгълник (2013)